# Переработка шин в США

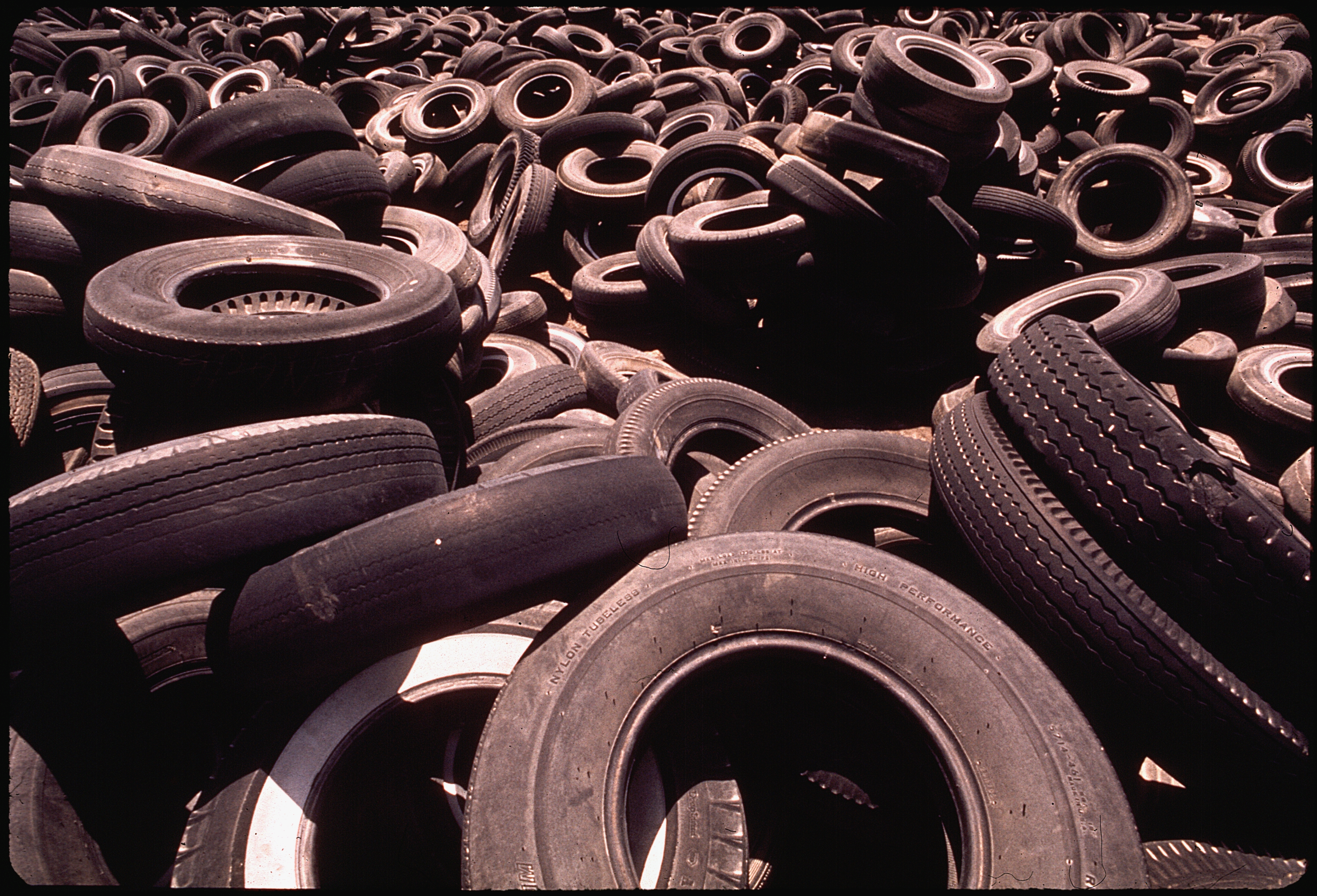
Старые покрышки в Сан Хоакин (Калифорния) (1972 год)

Утилизация и переработка автомобильных шин в США является системой управления отходами для повторного использования автомобильных шин.

## Использование
В системе управления отходами и рекультивации, старые шины использовались как товар (резиновая кроша и т.п.) и как форма энергии (альтернативное топливо).

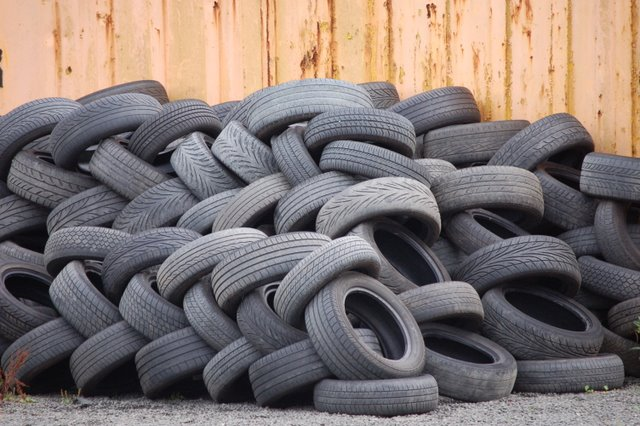
Старые покрышки

Согласно с Ассоциация производителей шин (RMA), старые покрышки утилизировались как:
- 52% разрезанных шин сжигалось как топливо
- 12% перемалывали в резиновую крошку для дальнейшего использования
- 16% использовались в гражданском строительстве
- по меньшей мере 14% выбрасывались на свалки[1].

Различные агентства по всему миру теперь перерабатывают старые шины и другие резиновые изделия в полезные продукты вместо загрязнения окружающей среды.
Целые шины можно использовать для: создания искусственных рифов и волноломов, грунтозащитного земледелия, оборудования детских площадкок и для строительства барьерных ограждений автомагистралей.
Старые шины которые больше нельзя эксплуатировать на транспортном средстве, могут быть переработаны и использованы (прорезиненном асфальте и бетоне, альтернативном топливе, источники углерода и так далее.).
Существует множество различных способов использования отработанных шин, которые помогают уменьшить количество отработанных шин на складах. Из переработанных шины можно создать искусственную траву для спортивных арен. Искусственная трава изготавливается из резиновой крошки которая представляет собой переработанную резину из автомобильных или грузовых шин. Из переработанных шины можно создать резиновую мульчу которая используется в садах и на игровых площадках. Также отработанные шины используются при строительстве легкоатлетических тротуаров, дорог и стрельбы по мишеням. Переработанные отработанные шины имеют несколько рекреационных применений. Их используют для изготовления качелей, цветочных горшков, контейнеров для компоста и подпорных стенок. Также их можно использовать как источник энергии. Отработанные шины, целиком или измельчёнными могут использоваться в качестве топлива, в зависимости от используемого устройства сжигания. Топливо произведённое из старых покрышек называется топливо из шин (TDF).
Существует потенциал использования отходов резины из покрышек для изготовления адсорбентов из активированного угля для контроля качества воздуха. Такой способ производства новых адсорбентов из дешёвого отходного материала, сокращается количество старых шин. Кроме того, переработанная резина из шин используется в качестве компонента различных продуктов, известных как «продукты, полученные из шин». К таким продуктам относятся кровельные материалы, коврики, подложки для ковров, асфальтобетонные смеси и наполнители из натурального каучука и другие продукты. Разрабатываются новые подобные продукты.

## Обработка
Чтобы превратить отработанные шины в ценный продукт, их необходимо сначала уменьшить в размерах, а затем переработать.
Переработка начинается с измельчения шин в промышленном шредере до маленьких кусочков. Затем их измельчают в материал, который необходимо просееть для удаления крупных кусков резины или полимера. Наконец, оставшееся текстильное волокно и магнитный материал отделяются от измельченного материала с помощью магнитного сепаратора и вибрационного сепаратора. Эта форма переработки экологически безопасна и позволяет использовать ценный ресурс снова и снова.

## Утилизация
В 2007 году в США около 300 млн. шин были списаны в металлолом. В 2008 году во всём мире было выброшено около одного млрд шин , и, по оценкам, ещё четыре миллиарда уже находятся в отвалах и на свалках. В 2008 году было произведено около 1,5 млрд новых шин. Как  сообщает Ассоциация производителей шин, в 2009 году только США произвели 291,8 млн шин. В 2013 году, в США было произведено 3,8 млн тонн шин Newer figures (2015) talk about 450 million scrap tires generated annually в США.

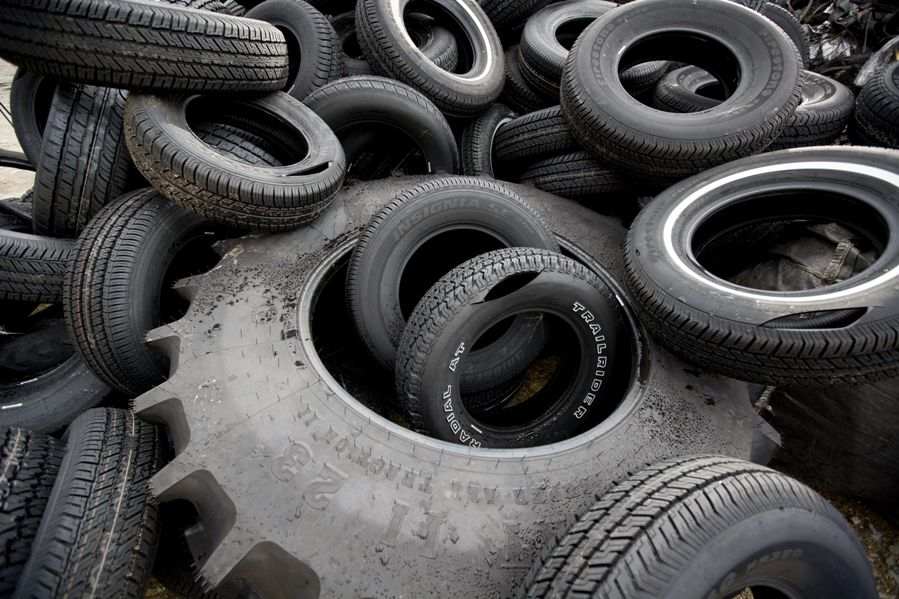
Старые покрышки

В США ежегодно выбрасывает 279 млн использованных шин, в которых находится более 4 млн тонн металлолома. Полимерные материалы из шин не разлагаются. Даже после интенсивного использования и износа с каждой шины стирается всего несколько граммов, прежде чем она будет признана непригодной к эксплуатации. Это означает, что почти весь ценный ресурс остаётся и выбрасывается на свалку, чтобы стать загрязняющим веществом.

### Экологические проблемы
Отработанные шины обычно выбрасывают после того, как изнашивается лишь небольшое количество резины. Несмотря на это, эти шины непригодны для дальнейшего использования на автомобилях, для которых они были изготовлены. В то же время нежелательно их выбрасывать на свалку, так как они представляют собой экологическую угрозу.
Шины занимают много ценного места на свалках. Кроме того, известно, что они поднимаются на поверхность свалок, поскольку имеют тенденцию улавливать метан. Такое выделение газов может испортить местные системы водоснабжения. Различные стабилизаторы и антипирен, добавляемые в шины убивают полезные бактерии в почве. Первоначально захоронение на свалке было основной формой утилизации резинового лома (70% в 1977 г.), но из-за уменьшения количества площадей свалок, этот процесс больше не считается целесообразным.
Отработанные шины создают проблемы для здоровья и окружающей среды. Накопление отработанных шин, которые из-за наличия наполнителей, металлокорда, органических и неорганических компонентов, представляют собой небиоразлагаемые полимеры, является серьезной экологической проблемой.
Выброс шин на свалки оказывает негативное воздействие на окружающую среду. Они не только занимают много места, но и процесс их разложения создал множество проблем, которые сделали невозможным их захоронение на свалках. Во многих регионах выбрасывать шины запрещено.
Газовыделение метана было связано с увеличением комаров, размножением других насекомых (повышающих риск распространения болезней), загрязнение как подземных, так и надземных водных систем, а также химическое уничтожение многих полезных бактерий, живущих в почве внутри и вокруг свалки.
Шины складируются годами как легально (на свалках), так и нелегально. Только в США около 2 млрд шин выброшено по всей стране. Законное складирование шин увеличивает риск пожаров, которые могут гореть месяцами подряд, создавая дальнейшее загрязнение воздуха и земли, а незаконные сбросы шин в лесах, на водных путях и на пустырях загрязняют природу.
Наиболее очевидной опасностью, связанной с неконтролируемым сбросом и скоплением большого количества шин на открытом воздухе, является возможность возникновения крупных пожаров, которые чрезвычайно вредны для окружающей среды. Если загорается большая куча, потушить ее очень сложно, если вообще возможно.
В 1978 году пожар на заводе по перебатке шин Wade Dump, в городе Честер (Пенсильвания), горение вышло из-под контроля на несколько дней, в результате чего 43 пожарных получили ранения, а владельцу объекта были предъявлены уголовные обвинения. Службы экстренного реагирования прибывшие на пожар пострадали от долгосрочных последствий на здоровье, среди них стал более высокий, чем обычно, уровонь заболеваемости раком.

### Канада
В 2010 году правительство Ньюфаундленда и Лабрадора предложило отправлять все использованные шины в провинции в Корнер-Брук для сжигания и использования в качестве топлива. Это было быстро отложено и в дальнейшем опровергнуто. Запас в 1,9 млн старых покрышек в 2010 году была серьезной экологической проблемой для правительства. Министр окружающей среды Ross Wiseman сказал Совет MMSB, провинциальное агентство, которое продвигает переработку отходов, достигло соглашения с компаниями Holcim (Canada) Inc. и Lafarge Canada Inc. Они согласились отправить шины в Квебек где их будут сжигать для получения энергии/

## Сборы
В большинстве штатов США, сбор включен в каждую проданную новую шину. Сборы могут взиматься государствами, импортерами и продавцами, причём последний является наиболее распространенным случаем. Эти сборы собираются для поддержки программ по переработке шин во всех штатах. Государственные программы по переработке шин созданы для уменьшения количества шин на складах. В таблице ниже показаны сборы за шины в каждом штате:
| Штат              | Плата за шины | Примечания |
| ----------------- | --- | ---------- |
| Айдахо            | нет | н/д        |
| Айова             | $1 за шину | [ 18 ]     |
| Алабама           | $1 за шину | [ 19 ]     |
| Аляска            | $2,50 за шину | [ 20 ]     |
| Аризона           | 2% розничной цены реализации, до $2 за шину | [ 21 ]     |
| Арканзас          | $2 за легковую + грузовую шину, 5$ за грузовик с размером обода больше 19' | [ 22 ]     |
| Вайоминг          | нет | н/д        |
| Вашингтон         | $1 за шину | [ 23 ]     |
| Вермонт           | нет | [ 24 ]     |
| Виргиния          | $0,5 за шину | [ 25 ]     |
| Висконсин         | $2 за шину | [ 26 ]     |
| Гавайи            | $1 за шину | [ 18 ]     |
| Делавэр           | $2 за шину | [ 27 ]     |
| Джорджия          | $1 за шину | [ 28 ]     |
| Западная Виргиния | нет | н/д        |
| Иллинойс          | $2,50 за шину | [ 29 ]     |
| Индиана           | $0,25 за шину, шины прицепа освобождены от налога | [ 30 ]     |
| Калифорния        | $1,75 за шину | [ 31 ]     |
| Канзас            | $0,25 за шину | [ 32 ]     |
| Кентукки          | $1 за шину | [ 33 ]     |
| Колорадо          | $1,50 за шину | [ 34 ]     |
| Коннектикут       | нет (отменен 1 июля 1997 года) | [ 35 ]     |
| Луизиана          | $2,25 за шину (auto/light truck), $5 за шину (medium truck), $10 за шину (off-road) | [ 36 ]     |
| Массачусетс       | нет | н/д        |
| Миннесота         | нет | н/д        |
| Миссисипи         | $1 за шину (размер обода меньше 24'), $2 за шину (размер обода больше 24') | [ 37 ]     |
| Миссури           | $0.50 за шину | [ 38 ]     |
| Мичиган           | $1.50 за шину | [ 39 ]     |
| Монтана           | нет | н/д        |
| Мэн               | $1 за шину | [ 40 ]     |
| Мэриленд          | $0.80 за шину | [ 41 ]     |
| Небраска          | $1 за шину | [ 42 ]     |
| Невада            | $1 за шину | [ 43 ]     |
| Нью-Гэмпшир       | нет | н/д        |
| Нью-Джерси        | $1.50 за шину | [ 44 ]     |
| Нью-Йорк          | $2.50 за шину | [ 45 ]     |
| Нью-Мексико       | $1.50 за шину | [ 18 ]     |
| Огайо             | $1 за шину | [ 46 ]     |
| Оклахома          | $1 за шину (размер обода меньше или равен 17.5'), $2.50 за шину (размер обода больше 17.5' и меньше или равен 19.5'), $3.50 за шину (размер обода больше 19.5')                                                    | [ 47 ]     |
| Орегон            | нет | н/д        |
| Пенсильвания      | $1 за шину | [ 48 ]     |
| Род-Айленд        | $0.50 за шину | [ 49 ]     |
| Северная Дакота   | $2 за шину | [ 18 ]     |
| Северная Каролина | 2% от стоимости шины (размер обода меньше или равен 19.5'), 1% от стоимости шины (размер обода больше 19.5') | [ 50 ]     |
| Теннесси          | $1 за шину | [ 51 ]     |
| Техас             | нет | [ 52 ]     |
| Флорида           | $1 за шину | [ 53 ]     |
| Южная Дакота      | $2 за шину | [ 18 ]     |
| Южная Каролина    | $2 за шину | [ 54 ]     |
| Юта               | $1 за шину (размер обода меньше или равен 14'), $1.50 за шину ( single-bead: размер обода между 14'-19.5'), $2 за шину ( dual-bead: размер обода 19.5'), $2 за шину (single/dual-bead: размер обода между 20'-26') | [ 55 ]     |

## Проблема на границе между США и Мексикой
Район возле границы между США и Мексикой не смог справиться со складами отработанных шин. Отсутствие утилизации отработанных шин на границе создает угрозу здоровью, пожару и окружающей среде в этом районе. В 2003 году была создана и подписана программа, включавшая цели по сокращению запасов отработанных шин в регионе между границей США и Мексики. В 2004 году Двусторонняя американо-мексиканская комиссия изложила свою стратегию решения проблемы изношенных шин в регионе, подписав письмо в ноябре 2004 года. Программа называлась «Граница США-Мексика 2012». Целью этой программы было очистить три крупнейших склада отработанных шин, расположенных в регионе. Программа «Граница США-Мексика 2012» является третьим инициированным двусторонним соглашением, направленным на защиту общественного здоровья и окружающей среды в общем регионе между границей США и Мексики. Агентство по охране окружающей среды США и Secretariat of Environment and Natural Resources (Mexico) были инициаторами данного соглашения. В обновлённой программе «Граница США-Мексика 2020» признаётся, что одной из проблем, с которыми она до сих пор сталкивается, является проблема управления отработанными шинами
.